# Cariblatta mesembrina
Cariblatta mesembrina är en kackerlacksart som beskrevs av Morgan Hebard 1921. Cariblatta mesembrina ingår i släktet Cariblatta och familjen småkackerlackor. Inga underarter finns listade.